# Präfektur M’Diq-Fnideq

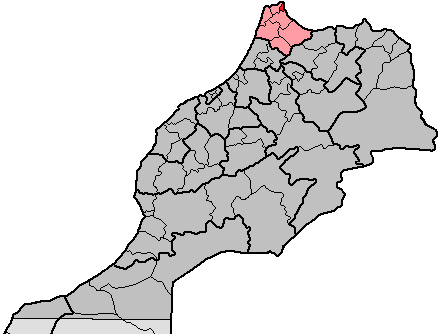
Präfektur M’Diq-Fnideq in der ehemaligen Region Tanger-Tétouan

Die nur etwa 240 km² große und etwa 210.000 Einwohner zählende Präfektur M'diq-Fnideq ist Bestandteil der marokkanischen Region Tanger-Tétouan-Al Hoceïma. Sie wurde erst im Jahre 2005 durch Abtrennung von Gebieten der Provinz Tétouan geschaffen. Bis 2015 gehörte sie zur Region Tanger-Tétouan. Präfekturhauptstadt ist M’Diq.

## Geographie und Klima
Die am Nordabhang des Rifgebirges liegende Präfektur M’Diq-Fnideq umschließt die spanische Exklave Ceuta; im Norden grenzt sie an die Straße von Gibraltar, im Osten an das Mittelmeer, im Süden an die Provinz Tétouan und im Westen an die Provinz Fahs-Anjra. Abgesehen von schmalen Küstenstreifen mit Sandstränden ist das Hinterland gebirgig und teilweise bewaldet; es erreicht Höhen bis etwa 830 m (Jbel Musa).
Durch die Nähe zum Mittelmeer und zur Straße von Gibraltar herrscht ein für marokkanische Verhältnisse vergleichsweise kühles und regenreiches Klima. Die sommerlichen Tagestemperaturen können jedoch vor allem in windgeschützten Lagen bis zu 40 °C erreichen; nachts oder bei Regenwetter kühlt es sich üblicherweise bis auf etwa 20 °C ab. Die Winter sind frost- und schneefrei bei Temperaturen zwischen 10 °C und 20 °C.

## Bevölkerung
Von den etwa 210.000 Einwohnern der Provinz – viele von ihnen sind Imazighen aus dem Rifgebirge – leben ca. 90 % in Städten und nur 10 % auf dem Lande. Die Sprache ist hauptsächlich Tarifit. Die zugewanderten Araber sprechen hauptsächlich arabisch.

## Orte

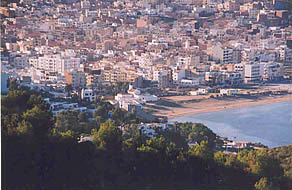
M’Diq

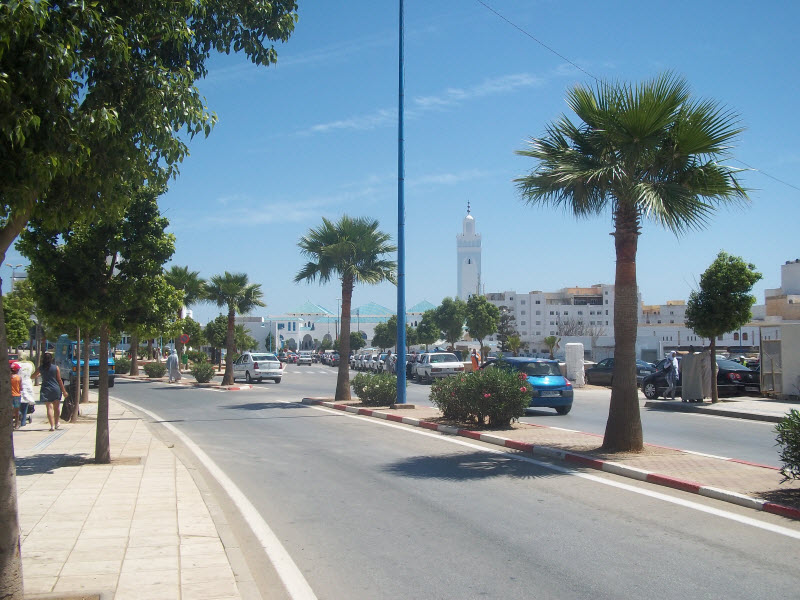
Uferpromenade von Fnideq

M’Diq, Fnideq und Martil sind städtische Siedlungsräume (M); Allyene und Belyounech gelten als Landgemeinden (communes rurales).
| Gemeinde   | Einwohner 1994 | Einwohner 2004 | Einwohner 2014 |
| ---------- | -------------- | -------------- | -------------- |
| M’Diq (M)  | 21.093         | 36.596         | 56.227         |
| Fnideq (M) | 34.486         | 53.559         | 77.436         |
| Martil (M) | 23.143         | 39.011         | 64.355         |
| Allyene    | 5.654          | 6.126          | 6.583          |
| Belyounech | –              | –              | 5.296          |
| Summen     | 84.376         | 135.292        | 209.897        |

## Wirtschaft
Jahrhundertelang bildete die Landwirtschaft die Lebensgrundlage der Bevölkerung; auch Fischfang wurde in geringem Umfang betrieben. In den Städten entwickelten sich Handwerk, Handel und Dienstleistungsunternehmen aller Art. Seit den 1980er Jahren ist der Badetourismus – vorwiegend an den Sandstränden von Restinga-Smir – als Einnahmequelle hinzugekommen.

## Stausee
Die Barrage Smir dient sowohl der Trinkwasserversorgung als auch der Bewässerung landwirtschaftlicher Flächen.